# Conrad Vernon Morton
Pour les articles homonymes, voir Morton.
 (janvier 2019).
Si vous disposez d'ouvrages ou d'articles de référence ou si vous connaissez des sites web de qualité traitant du thème abordé ici, merci de compléter l'article en donnant les références utiles à sa vérifiabilité et en les liant à la section « Notes et références ».
Conrad Vernon Morton (1905-1972) est un botaniste américain spécialisé dans l'étude des fougères. Il commence à travailler comme assistant au National Museum of Natural History en 1928. Il devient assistant conservateur en 1938 et conservateur associé en 1946. En 1948, il devient le premier conservateur de la division des fougères au sein du département de botanique. Morton devient botaniste senior en 1970, poste qu'il conserve jusqu'à sa mort. Il contribue activement à l'American Fern Journal.

## Publications
- The genera, subgenera, and sections of the Humenophyllaceae - Bulletin of the United States National Museum - Contributions from de United States National Herbarium - Washington - Smithsonian Institution Press, 1968 Document téléchargeable
- Studies of fern types (Smithsonian Institution Press, Washington, deux volumes, 1967-1973).
- A revision of the Argentine species of Solanum (Academia Nacional de Ciencias, Córdoba, Argentine, 1976).